# إمام

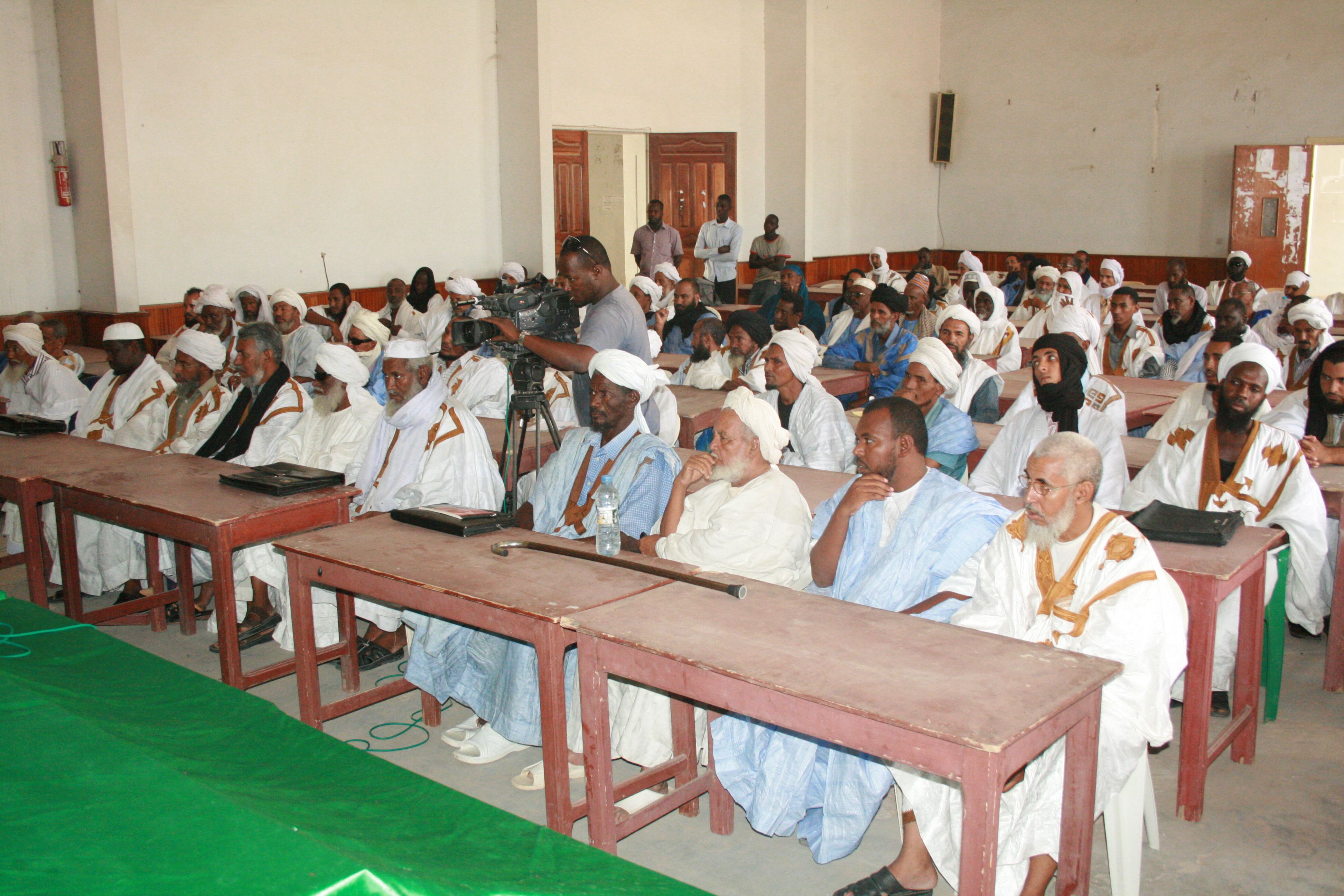
أئمة مساجد في موريتانيا يحضرون دورة تكوينية

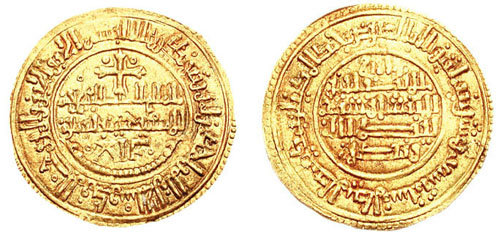
دينار ((مرابطي)) من الأندلس، ضرب في طليطلة، وكتب عليه ((أمير القتولقين الفنش بن شنجه أيده الله ونصره)).

الإمام ويقصد به لغةً من يقتدى به في أقواله وأفعاله، من رئيس أو غيره. ولا يبعد المعنى الاصطلاحيّ عن المعنى اللّغويّ، بإطلاقه الشّامل للمقتدى به عموماً في مجال الخير والشّرّ، طوعاً أو كرهاً. ويطلق على: الإمام في الصلاة هو الذي تقتدي به جماعة المصلّين وتتابعه في أفعال الصلاة كالقيام والقعود والركوع والسجود.
والنبي محمد هو أول إمام في الإسلام، والخلفاء الراشدون أئمة من بعده، ويطلق الإمام على رئيس السلطة القضائية الادارية والحربية، ولا بد أن تتوفر فيه صفات أخصها الشجاعة والفصاحة والاجتهاد.

## الإطلاقات المختلفة لهذا المصطلح
ينقسم اصلاح الائمام عند السنة والجماعة إلى عدة اقسام أو موارد
المورد الأول: يُطلق على الأنبياء أنهم «أئمة» من حيث يجب على الخلق اتباعهم، قال الله عقب ذكر بعض الأنبياء: «وَجَعَلْنَاهُمْ أَئِمَّةً يَهْدُونَ بِأَمْرِنَا» كما يطلق على الخلفاء «أئمةً» لأنهم رتبوا في المحل الذي يجب على الناس اتباعهم وقبول قولهم وأحكامهم. وتوصف إمامتهم بالإمامة الكبرى،
المورد الثاني: يُطلق أيضاً على الذين يصلون بالناس «وتقيد هذه الإمامة بأنها الإمامة الصغرى» لأن من دخل في صلاتهم لزمه الائتمام بهم، قال : «إِنَّمَا جُعِلَ الإِمَامُ لِيُؤْتَمَّ بِهِ، فَإِذَا كَبَّرَ فَكَبِّرُوا، وإِذَا سَجَدَ فَاسْجُدُوا، وإِذَا رَفَعَ فَارْفَعُوا، وإِذَا قَالَ: سَمِعَ اللهُ لِمَنْ حَمِدَهُ، فَقُولُوا: رَبَّنَا وَلَكَ الْحَمْدُ، وَإِذَا صَلَّى قَاعِدًا فَصَلُّوا قُعودًا أَجْمَعُونَ». كما وهناك إطلاقات اصطلاحية أخرى لمصطلح «أئمة» عند العلماء تختلف من علم لآخر:
- فهو يطلق عند الفقهاء على مجتهدي الشرع أصحاب المذاهب المتبوعة، وإذا قيل «الأئمة الأربعة» انصرف ذلك إلى أبي حنيفة، ومالك، والشافعي، وأحمد.
- ويطلق عند الأصوليين على من لهم سبق في تدوين الأصول بطرائقه الثلاث: طريقة المتكلمين، كالجويني والغزالي. وطريقة الحنفية، كالكرخي والبزدوي، والطريقة الجامعة بينهما، كابن الساعاتي والسبكي، وأمثالهم. ويطلق عند المفسرين على أمثال مجاهد، والحسن البصري، وسعيد بن جبير.
- ويطلق في علم القراءات على القراء العشرة الذين تواترت قراءاتهم وهم: نافع، وابن كثير، وأبو عمرو، وابن عامر، وعاصم، وحمزة، والكسائي، وأبو جعفر، ويعقوب، وخلف.
- ويطلق مصطلح «أئمة» عند المحدثين على أهل الجرح والتعديل كعلي بن المديني ويحيى بن معين وأمثالهما.
- وإذا قيل عندهم ' الأئمة الستة ' انصرف ذلك إلى الأئمة: البخاري، ومسلم، وأبي داود، والترمذي، والنسائي، وابن ماجه.
- وعد بعضهم مالكاً بدلاً من ابن ماجه، وبعضهم أبدله بالدارمي.
- ويطلق عند المتكلمين على أمثال الأشعري والماتريدي ممن لهم مذاهب وأتباع في العقيدة. ويطلق عند الشيعة على بعض آل بيت النبي محمد اسم إمام مثل الإمام علي ابن أبي طالب والحسن بن علي والحسين بن علي.

عند الإمامية:
يتلخص اعتقاد الشيعة بعدم الاختلاف في وجود امامة عامة وخاصة أو تصنيفها إلى امامة صغرى وكبرى، ومما تُطلق على فئة معينة من الفقهاء المجتهدين من نيلهم للقب الإمامة وعند غيرهم مجازاً كما عند السنة والجماعة فهي امامة عامة وقد تكون لأمام صلاة أو ما شاكل ذَلك بحيث هذه الإمامة لا تنعصم عن الخطأ، وبالتالي يُمكن مخالفه امر صاحب هذه الصفة أو الرتبة مع وجود الدليل الذي يخرجه من الطاعة فمثلاً امام الصلاة لو كان فاسقً أو خالف في صلاته امراً كالوضوء فيجوز عندها ترك الصلاة خلفه أو تقليده فيها، ففي رواية أبي حمزة الثماليّ عن أبي عبد الله (ع): «...إيّاك أن تنصب رجلاً دون الحجّة، فتصدّقه في كلّ ما قال». ويقصد من 'دون الحجة' من دليل يُعينهم لهذه الطاعة المُطلقة التي لا يشوبها شك أو خطأ كالائمة الاثنا عشر فالامام منهم مفترض الطاعة كالإمام الحجة المنتظر المهدي فهم حجج الله على أهل الدنيا، فاما الإمامة الخاصة فهي لا تكون إلا للمعصوم كبعض الانبياء لا كلهم واولياء الله تعالى كائمة أهل البيت، في الحديث المشهور الموجود لدى كلاً من الفريقين الشيعة والسنة، المروي عن النبي (ص): للحسن وللحسين هذان ابناي امامان قاما أو قعدا وحديث عن النبي (ص): هذا إمام ابن إمام أخو إمام أبو أئمة تسعة وغيرها من الاحاديث فهي امامة مقرونة مع امامة الانبياء وطاعتها مُطلقة في كل جزئية مما اشار إليه الحديث وفق وصفه إلى انها مفروضة على إطلاقها.

## الحكم الإجمالي
1. اجتهادات أحد أئمة المذاهب الفقهية المعتبرة التي نقلت نقلاً صحيحاً منضبطاً تم به تقييد مطلقها، وتخصيص عامها، وذكر شروط فروعها ' يخير في الأخذ بأحد تلك الاجتهادات لمن ليست لديه أهلية الاجتهاد. وليس من الضروري التزام مذهب معين. على أن من كانت لديه ملكة الترجيح والتخريج فإنه يستعين بالاجتهادات الفقهية كلها بعد التثبت من صحة نقلها - ولو نقلت مجملةً - وله الأخذ بها عملاً وافتاءً في ضوء قواعد الاستنباط والترجيح. وتلفيق عبادة واحدة أو تصرف واحد من اجتهادات أئمة متعددين في صحته خلاف. وتفصيل ذلك كله موطنه مصطلحات: اجتهاد، إفتاء، قضاء، تقليد، تلفيق.
2. وفي الإمامة بنوعيها: الإمامة العظمى ' الخلافة ' في قطر واحد، والصغرى ' إمامة الصلاة ' في وقت واحد ومكان واحد، يمتنع تعدد الأئمة في الجملة، حتى لا تتفرق كلمة المسلمين. وتفصيل ذلك يرجع إليه في: إمامة الصلاة، والإمامة الكبرى.
3. وفي أصول الفقه وأصول علم الحديث يقبل من الأئمة ما أرسله أحدهم من أحاديث. والمرسل عند المحدثين ما قال فيه التابعي قال رسول الله ﷺ.
4. والأكثرون على قبول مراسيل الأئمة من التابعين إذا كان الراوي ثقةً. ولهذا قالوا «من أسند فقد حمل، ومن أرسل فقد تحمل». ومثل لهم صاحب مسلم الثبوت بالحسن البصري وسعيد بن المسيب وإبراهيم النخعي.